# Эрих II (герцог Саксен-Лауэнбурга)
Эрих II (не ранее 1318 и не позднее 1320, Ратцебург — 1368, Ратцебург) — герцог Саксен-Ратцебург-Лауэнбурга в 1338—1368 годах.

## Жизнь
Сын Эриха I Саксен-Лауэнбургского и Елизаветы Померанской, дочери Богуслава IV, князя Померании. В 1338 году Эрих II наследовал своему отцу после его отставки, как герцог Саксен-Ратцебург-Лауэнбурга, ответвления герцогства Саксен-Лауэнбург.
Эрих II и его двоюродный брат Альбрехт V из Саксен-Бергедорф-Мёльнский грабили купцов и других путешественников, проезжавших их герцогства. В 1363 году город Гамбург и Адольф IX, граф Шауэнбурга и Гольштейн-Киля, при поддержке своего родственника князя-архиепископа Бремена Альбрехта II, освободили улицы к северо-востоку от города от разбойников Эриха II и Альбрехта V, захватив замок последнего в Бергедорфе.

## Семья и дети
В 1342 или 1343 году Эрих II женился на Агнессе (? — 1386/7), дочери графа Иоганна III Гольштейнского. Их дети:
- Агнесса (1353—1387), ∞ 1363 Вильгельм II, герцог Брауншвейг-Люнебурга
- Эрих IV (1354—1411), герцог Саксен-Лауэнбурга
- Ютта (1360—1388), ∞ Богуслав VI, герцог Померании
- Мехтильда (? — после 1405), аббатиса Винхаузенского аббатства